# Марена (растение)
Маре́на (лат. Rúbia) — род многолетних трав семейства Мареновые (Rubiaceae).

## Ботаническое описание

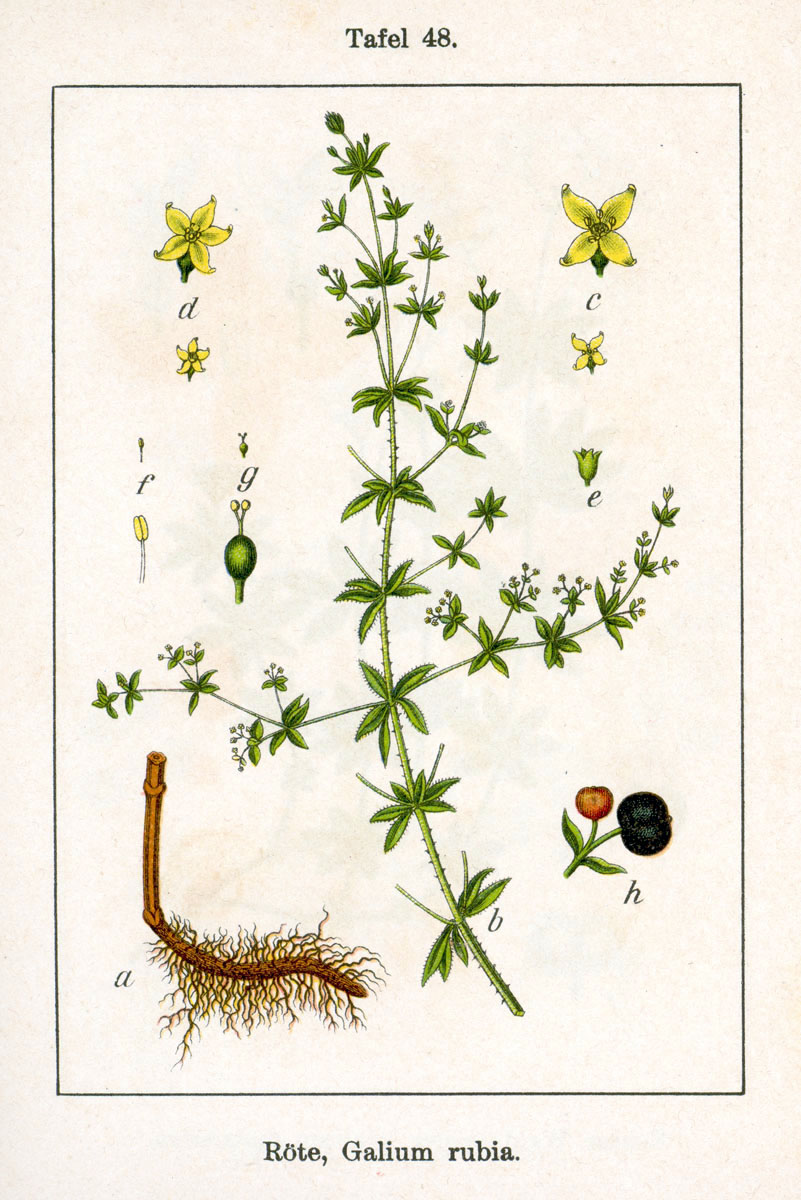
Марена красильная — типовой вид рода.

Корень длиной от 10 до 25 см и толщиной около 0,5 см, внутри жёлто-красного цвета, снаружи бурого.
Листья кольчато-расположенные.
У мелких цветков нет чашечки, а венчик колесовидный, 4—5-раздельный, завязь двугнёздная.
Плод ягодообразный, семена срастаются с мясистым околоплодником.

## Распространение
К роду Марена относятся более 80 видов, растущих в южной Европе, а также в умеренных и тропических странах Азии, Америки и Африки.

## Некоторые виды
Самый известный вид — Марена красильная (Rubia tinctorum L.), из неё и некоторых других видов получали краситель — крапп. Это многолетняя трава с лежачим стеблем, листья — с тремя явственными жилками, по краям и по средней жилке шероховатые.
Другие виды, как, например, Марена сердцелистная (Rubia cordifolia L.), произрастают и разводятся, подобно марене красильной, в Нильской долине, на мысе Доброй Надежды и т. п.
Rubia peregrina L. произрастает в Сирии и Персии.